# ويكيبيديا البنجابية
ويكيبيديا البنجابية (البنجابية: پنجابی وکیپیڈیا) هي النسخة البنجابية من موسوعة ويكيبيديا.

## الإحصائيات
| عدد المستخدمين المسجلين | عدد المستخدمين النشيطين | عدد المقالات | صفحات المحتوى | عدد التعديلات | عدد الملفات المرفوعة | عدد الإداريين |
| ----------------------- | ----------------------- | ------------ | ------------- | ------------- | -------------------- | ------------- |
| 40٬435                  | 62                      | 74٬003       | 137٬181       | 682٬010       | 31                   | 2             |